# Tony Gibb
Anthony Gibb dit Tony Gibb (né le 12 juillet 1976 à Stanmore dans la banlieue de Londres) est un coureur cycliste anglais. Spécialiste de la piste, il est vice-champion du monde du scratch en 2002.

## Palmarès sur piste

### Championnats du monde
- Ballerup 2002
  -  Médaillé d'argent du scratch

### Coupe du monde
- 2002
  - 3e sur la manche de Kunming du scratch
- 2003
  - 2e de la poursuite par équipes à Aguascalientes (avec Bryan Steel, Paul Manning et  Steve Cummings)
  - 2e de la poursuite par équipes au Cap (avec Bryan Steel, Paul Manning et  Steve Cummings)

### Jeux du Commonwealth
- Manchester 2002
  -  Médaillé de bronze du scratch

### Championnats de Grande-Bretagne
- 1998
  - 3e du scratch
- 1999
  - 2e du scratch
- 2000
  -  Champion de Grande-Bretagne de l'américaine (avec James Taylor)
  -  Champion de Grande-Bretagne de la course aux points
  - 3e du scratch
- 2001
  -  Champion de Grande-Bretagne de l'américaine (avec James Taylor)
  -  Champion de Grande-Bretagne de scratch
  - 3e de la course aux points
- 2004
  -  Champion de Grande-Bretagne de l'américaine (avec James Taylor)
  - 2e du scratch
- 2005
  -  Champion de Grande-Bretagne de l'américaine (avec James Taylor)
- 2006
  -  Champion de Grande-Bretagne de l'américaine (avec James Taylor)
  -  Champion de Grande-Bretagne de l'omnium

### Autre
- 2003
  - Six Jours de Turin (avec Scott McGrory)

## Palmarès sur route
- 2001
  - Eddie Soens Memorial
- 2002
  - Eddie Soens Memorial
- 2004
  - Eddie Soens Memorial
- 2005
  - Jock Wadley Memorial
- 2006
  - 2e du championnat de Grande-Bretagne du critérium
  - 2e du Colne Grand Prix
- 2007
  - Tour of Blackpool Grand Prix
- 2008
  - Eddie Soens Memorial
  - 3e du championnat de Grande-Bretagne du critérium